# Макс Щирнер
Йохан Каспар Шмит (на немски: Johann Caspar Schmidt), известен с псевдонима си Макс Щирнер (Max Stirner), е германски философ младохегелианец, теоретик на анархизма. В книгата си „Единственият и неговата собственост“ (1845) се опитва да прокара последователно гледната точка на солипсизма в антропологията, етиката и правото.
Изходен теоретичен пункт на неговия светоглед се явява тезисът за самосъзнанието като творческа сила на историята. Понятията „човек“, „право“, „морал“ се трактуват от Щирнер като „призраци“, отчуждени форми на индивидуалното съзнание. Отричайки всякакви норми на поведение, утвърждава, че първоизточници на правото и морала са силата и могъществото на отделната личност. „Човекът“ е длъжен да търси не социалната, а „своята“ собствена свобода.
В основата на възгледите на Щирнер лежат нихилизмът и анархизмът, които през 40-те и 50-те години на 19 век имат определен успех сред интелигенцията и оказват влияние върху Михаил Бакунин, Фридрих Ницше и др.

## Биография
Роден е под името Йохан Каспар Шмит в Байройт, Бавария, на 25 октомври 1806 година. Малкото, което се знае за живота му, се съхранява благодарение на Джон Хенри Маккей, който пише биография върху Щирнер и я публикува през 1898 г.
Малкият Йохан е единственото дете в семейството на Алберт Кристиан Шмидт (1769 – 1807) и София Еленора Райнлайн (1778 – 1839). Баща му се занимава с изработката на флейти, а майка му е лутеранка. Шест месеца след раждането на своя син, Алберт Шмидт умира на 37 години от туберкулоза. През 1809 година майката на Йохан се жени за фармацевта Хайнрих Балерщет и те се заселват в днешния град в Полша Хелмно, тогава в Западна Прусия, провинция в Кралство Прусия.
Когато навършва 20 години, той се записва в Берлинския университет, където изучава филология, философия и теология. Посещава лекциите на Георг Вилхелм Фридрих Хегел, чиято философия оказва въздействие върху мисълта на Щирнер. Когато е в Берлин през 1841 година, Щирнер участва в дискусии с група млади философи, наричани „Свободните“, които по-късно са определяни от историците като млади хегелианци. Някои от участниците в тези дискусии са колоритни фигури от областите на философията като Бруно Бауер, Карл Маркс, Фридрих Енгелс, Лудвиг Фойербах и Арнолд Руге. Въпреки че някои от младите хегелианци били пламенни привърженици на Хегеловия диалектически метод и се опитвали да приложат диалектически подходи към заключенията на Хегел, лявото крило на младите хегелианци се разделят с Хегел. Начело на този разрив застават Фойербах и Бауер.
Често дебатите се водели във винения бар Хипелс на улица „Фридрихщрасе“, като младежите Маркс и Енгелс, по това време привърженици на Фойербах, също участвали в тях. Щирнер се среща с Енгелс няколко пъти и Енгелс споменава, че те били „големи приятели“. Не е изяснено обаче дали Маркс и Щирнер са се срещали. Няма признаци, че Щирнер има големи приноси към дискусиите, но той е бил верен член на клуба и внимателен слушател.
Най-често срещаният портрет на Щирнер е скициран от Енгелс, когато той е помолен за това 40 години по-късно от биографа на Щирнер, Джон Хенри Маккей.
Щирнер работи като гимназиален учител за девойки и той пише своето основно произведение „Единственият и неговата собственост“. В известна степен то е полемика, насочена срещу водещите младохегелианци Фойербах и Бауер, но също така и срещу комунисти като Вилхелм Вайтлинг и анархиста Пиер-Жозеф Прудон. Той се отказва от учителската си професия в очакване на полемиката, която се поражда от публикуването на творбата през 1844 г.
Щирнер се жени два пъти. Първата му съпруга е домашна прислужница, в която се влюбва на ранна възраст. Скоро след като се бракосъчетават, тя умира през 1838 г. от усложнения при бременността. През 1843 г. се жени за Мари Денхарт, която е интелектуалка, свързана със „Свободните“. Посвещава „Единственият и неговата собственост“ на съпругата си, но двамата се развеждат през 1846 г. Мари по-късно приема католицизма и умира през 1902 г. в Лондон.
След като публикува своя magnum opus, Щирнер пише отговор Критиците на Щирнер и превежда на немски „Богатството на народите“ на Адам Смит и „Трактат по политическа икономия“ на Жан-Батист Сей, което обаче не му носи големи доходи. През 1852 г. пише сборник с текстове, озаглавен „История на реакцията“.
Умира на 26 юни 1856 година в Берлин на 49-годишна възраст.

## Философия

### Философията на Щирнер
Трябва да се неутрализира светът, а не да се промени – това начинание отдръпва Щирнер от революционната вълна, заляла Европа, защото според него революцията е предназначена да обсеби нашата склонност към себеотрицание и безсмислена саможертва. Той игнорира икономическите, социалните и техническите въпроси, за да се отдаде изцяло на своята собствена природа. Първо трябва да се модифицира съзнанието за света, като се преобърне естественото отношение към действителността. Щирнер вярва, че средата, в която човек живее, условията, които му се предоставят – всичко това човек сам го създава и това произхожда от неговата воля – Азът избира произволно и решава безапелационно:
| „ | Ако първо съм казал: аз обичам света, така също понастоящем мога да добавя: аз не го обичам, защото го унищожавам, както унищожавам и себе си; аз се възползвам и аз го използвам. Аз не си налагам да изпитвам към хората само едно неизменно чувство, давам пълна свобода на всички онези чувства, на които съм способен. Защо ясно да не го заявя? Да, аз експлоатирам света и хората! Така мога да остана отговорен за всякакъв род впечатления, без нито едно от тях да успее да ме изтръгне от мен самия. | “ |

Уповавайки се на невъзможността, в която се намира човешкото познание при разкриването на човешкото познание, при разобличаването на външната реалност, Щирнер се отдръпва от света, за да го превърне в своя представа за него. По този начин той иска да превърне гледната точка на Аза в единствена, без да се влияе от гледната точка на останалите. Така Другият се отделя от личното его и последното започва да съществува само защото Другият не може да осъществи качествен и реален обмен с Аза. Азът е егоист, той е сам:
| „ | Съзирам хора, затънали в мрачината на предразсъдъците, преследвани от рояци фантоми. Ако в рамките на моите възможности аз се стремя да хвърля светлината на деня върху подобни проявления на нощта, вярвате ли, че съм воден от любов към вас? А, не! Аз пиша, защото желая да направя място в света за идеите, които са мои идеи…Правете, каквото си щете, ваша си работа и това изобщо не ме интересува. Не само че не от любов към вас аз изразявам онова, което което мисля, но не го правя дори и от любов към истината. | “ |

Но Другият е необходим на Аза, защото чрез него вторият се осъзнава – един господар е господар, когато робът признае, че е роб. Тази взаимозависимост Щирнер отвхърля, защото Азът трябва да си е самодостатъчен, Другият не му е нужен. За разлика от Хегел, който възприема закона като синтез между общата воля и отделните воли, то Щирнер заявява, че „всяко установено право е чуждо, тъй като това е едно право, което ми е присъдено, едно предоставено ми право. Моите права в държавата и в обществото са само външни права, които заемам от друг“.
Щирнер успява да изгради Аза в една тотална метафизична самота. Изпадайки в тавтологична непосредственост, той набляга най-вече на индивидуалността и оригиналността на Аза. Това довежда до обожествяването на характера и същността на Аза:
| „ | За Бога се казва: имената не те именуват. Това е вярно също изцяло и за мен: никое понятие не ме изразява, нищо, което се предлага като моя същност, не ме изчерпва, това са само названия. Твърди се също, че Бог е съвършен и няма никакво призвание да се стреми към съвършенство. А Аз? | “ |

### Анархистката философия на Щирнер
Тази негова философия се проваля. Считат я за спекулативен анархизъм, за платонична философия. Причините се коренят в немотивираните сентенции и твърдения, в склонността му да противоречи на всякакви доктрини и начини на мислене, в увлечението му към парадокса. Маркс, например, изтъква слабостите на Щирнер в „Свети Маркс“, като разнищва „Единственият и неговата собственост“. Критикът на преден план поставя неспособността на Щирнер да прави точен анализ на историческата и материалната действителност. След това Маркс обръща внимание на стремежа на Щирнер да превърне Аза в абсолют, но мотивите за този стремеж постоянно се обновяват и затова критиките са остри. Обратно на това, което твърди авторът на „Аз“, Маркс счита, че свободата е прекалено относителна, тъй като съзнанието е обусловено от социалните отношения. Суверенитетът на Аза си остава доктрина на един идеолог, който е пленник на своите илюзии спрямо живота и това как се случва той. За това Маркс заключава: „типично държание на дребен буржоа, екзалтиран от германския „посредствен начин на живот“. С други думи, идеологията на Щирнер се превръща в утопия, тъй като самият той е част от класа, която не може да се оправдае от социално-икономическите отношения и именно защото усеща наближаващата заплаха, тя се затваря в своята субективност, като противопоставя собственото си съзнание на новопоявилите се сили.
Но тази философия притежава и своята неповторимост. Различна е поради екзистенциалния си характер, който проличава в „Единственият и неговата собственост“. Щирнер остава известен най-вече с това, че е първият представител на философско течение, което се развива в продължение на много време, но без много гласност. Противопоставяйки се на хегелианството, което предлага система, в която индивидите „се включват по дедукция“, той се стреми да изгради ясна представа за човешката индивидуалност и също какъв е начинът за нейното осъществяване.

## За него
- Димитър Иванчев. „Полемика върху Щирнер и Ницше“. – Философски алтернативи, 2010, № 3,
- Жан Препозие. История на анархизма. изд. Рива, 2009